# Ennya chrysura
Ennya chrysura är en insektsart som beskrevs av Leon Fairmaire. Ennya chrysura ingår i släktet Ennya och familjen hornstritar. Inga underarter finns listade i Catalogue of Life.